# 陳惠敏 (時代力量)
陳惠敏（1972年10月21日—），台灣社會運動者，現為監所關注小組理事長。2014年共同發創立島國前進。她2015年成為時代力量創黨黨員，曾任該黨秘書長、立法院黨團主任、決策委員、高雄黨部主委。

## 早年及工作
陳惠敏出生於高雄市苓雅區。畢業於高雄市私立道明高級中學，先後取得國立臺灣大學土木工程系學士、國立清華大學人類學研究所碩士、東海大學社會學博士學位。就讀國立臺灣大學時，曾與黃國昌兩人分別擔任同屆學生會會長與副會長。
陳惠敏曾任《自立晚報》南部新聞中心記者、臺灣大學社會系專案助理教授。

## 社會運動
2014年5月18日，陳惠敏與林飛帆、陳為廷等人宣佈成立島國前進，出任基金會執行長。該組織強調以社會運動形式，繼續推動政治體制的改革，並提出落實直接民權的運動目標，推動「公投法修正」的連署。
2014年7月1日，香港七一大遊行，島國前進以及臺灣勞工陣線、臺灣農村陣線等公民團體成員，也赴港共同參與香港佔中，支持港人爭取自由民主。「島國前進」成員、臺大社會系助理教授陳惠敏冒著可能被逮、被遣返、甚至將來無法入港的風險，仍然堅持她有站在人行道的權利。香港警察圍繞著她說：「妳站在這裡等下連妳一塊抓」。陳惠敏表示，她很難過但仍然不願意毀棄對香港朋友的承諾離開現場。她想和大家在一起。陳惠敏也呼籲香港警察不要動粗，摧毀香港的民主自由。
2014年11月25日，島國前進與割闌尾計畫、台中全面罷免、高雄區割闌尾共同舉行記者會，呼籲民眾11/29投票之後，能順道在全台214個投票所外的攤位，連署補正公投法或者罷免不適任立委。島國前進發起人之一的陳惠敏表示，這將會是台灣選舉史上首次在1日內同時行使「選舉、罷免、創制、複決權」的行動。
2015年2月4日，由人民作主教育基金會、島國前進、割闌尾計畫等公民組織組成的「410還權於民工作小組」拜會時任民進黨黨團幹事長蔡其昌，並由蔡其昌代表黨團簽署承諾書，全力支持《公民投票法》、《選舉罷免法》修法。
2015年3月10日，島國前進將進行了7個月的修正《公民投票法》連署，共13萬份的連署書送到中選會，正式提案要求「還權於民」。陳惠敏表示，島國前進沒有政黨奧援，更無傳統組織，將13萬份連署書全數送交，「代表台灣人民對我們最深的託付」。
陳惠敏亦擔任監所關注小組理事長。

## 政治經歷
2015年9月13日時代力量公布主席團，並選出第一屆執行黨主席黃國昌。並由陳惠敏擔任秘書長。至2019年3月卸任前，推動時代力量全國及在地組織，並負責2018年全國議員選舉。
2015年10月3日，島國前進與多個民團發起「1003除爛委大遊行」。島國前進執行長陳惠敏宣佈第一波落選名單，分別是吳育昇、張慶忠、廖正井。2015年11月22日，人民作主教育基金會、島國前進、割闌尾計畫、國會調查兵團等4個團體成立史上第一個「落選總部」，展開「落選運動」。2016年1月選舉結果，3位被鎖定的國民黨立委均連任失利。
2016年2月，陳惠敏負責籌組時代力量立法院黨團，並擔任黨團主任。11月19日，時代力量成立高雄黨部，陳惠敏擔任該黨部主委。
2019年7月7日，陳惠敏宣佈參選高雄鳳山區的立法委員。

## 選舉紀錄
| 年度 | 選舉屆數           | 選舉區           | 所屬政黨 | 得票數 | 得票率 | 當選標記 | 備註 |
| ---- | ------------------ | ---------------- | -------- | ------ | ------ | -------- | ---- |
| 2016 | 第九屆立法委員選舉 | 高雄市第七選舉區 | 時代力量 | 5,983  | 3.72%  |          |      |
| 2020 | 第十屆立法委員選舉 | 高雄市第七選舉區 | 時代力量 | 17,466 | 7.76%  |          |      |

## 外部連結
- 陳惠敏的Facebook專頁

| 政党职务 | 政党职务                                   | 政党职务      |
| -------- | ------------------------------------------ | ------------- |
| 時代力量 |                                            |               |
| 首任     | 時代力量秘書長 2015年9月13日－2019年3月1日 | 繼任： 陳孟秀 |

 時代力量